# مليجة
مليجة هو مركزٌ سعوديٌ تابعٌ لمحافظة النعيرية التابعة للمنطقة الشرقية، في المملكة العربية السعودية. المركز من الفئة (أ)، ورمزه 1939 حسب دليل الترميز الموحد للمناطق الإدارية بالمملكة العربية السعودية.

## الموقع الجغرافي
مركز مليجة يقع في الجزء الشرقي من المملكة، ويحده من الغرب محافظة النعيرية، ومن الشرق مناطق مختلفة في المنطقة الشرقية. يتميز موقع مليجة بالقرب من الطرق الرئيسية التي تربط بين المدن والمناطق في المنطقة الشرقية، مما يسهل الوصول إليه. يبعد المركز حوالي مسافة معتدلة عن مدن مثل الدمام والجبيل، مما يجعله في موقع مناسب للتجارة والنقل.

## التاريخ والنشأة
تأسس مركز مليجة ضمن سلسلة من المراكز التي تم إنشاؤها لتطوير المناطق التابعة للنعيرية. كان الهدف من تأسيس هذه المراكز هو تنظيم الإدارات الحكومية في المناطق البعيدة وتعزيز خدمات التنمية المحلية. يزدهر المركز بفضل الدعم الحكومي المستمر، والذي أسهم في تحسين البنية التحتية والخدمات الأساسية في المنطقة.

## القرى التابعة
يضم مركز مليجة عددًا من القرى والمراكز التابعة له. إليك بعض القرى التي تتبع مركز مليجة:
1. الجبيلة: إحدى القرى التابعة لمركز مليجة، وتتميز بموقعها القريب من مليجة مما يجعلها نقطة وصل هامة.
2. السمرة: تعد من القرى التي تقع ضمن حدود مليجة، وتتميز بتضاريسها ومواردها الطبيعية.
3. الحلوة: تقع في نطاق مركز مليجة وتعد من القرى التي تشتهر بموقعها الزراعي.
4. الخرخير: تقع ضمن منطقة مليجة وتعتبر من القرى التي تحتوي على مجموعة من المرافق الخدمية.
5. المهاش: تُعد من القرى الصغيرة التابعة لمركز مليجة، وتتمتع بموقع مهم ضمن المنطقة.
6. العسيلة: تقع بالقرب من مليجة وتعد من القرى المهمة ضمن هذا المركز.

هذه القرى تتوزع على مناطق مختلفة من مركز مليجة، وتساهم في تنمية المنطقة من خلال ممارسات الزراعة والأنشطة التجارية المحلية. تزداد أهمية هذه القرى مع توجه المملكة نحو تطوير البنية التحتية وتحسين مستوى الحياة في المناطق الريفية.